# Japão nos Jogos Olímpicos de Verão de 2020
O Japão foi representado nos Jogos Olímpicos de Verão de 2020 por um total de 587 desportistas que competem em 34 desportos. Responsável pela equipa olímpica é o Comité Olímpico Japonês, bem como as federações desportivas nacionais da cada desporto com participação.
Os portadores da bandeira na cerimónia de abertura foram o jogador de basquetebol Rui Hachimura e a lutadora Yui Susaki.
Como país anfitrião, o Japão obteve resultados bons nos desportos disputados, com 26 medalhas de ouro, 14 medalhas de prata e 17 medalhas de bronze, obtendo a terceira colocação no ranking de países com mais medalhas vencidas.
Como destaques, houve a medalha de prata no basquete feminino, a medalha de ouro no beisebol, as duas medalhas de ouro conquistadas por Ohashi na natação e a medalha de ouro vencida por Horigome no skate.